# Heliophila suborbicularis
Heliophila suborbicularis är en korsblommig växtart som beskrevs av Al-shehbaz och Mummenhoff. Heliophila suborbicularis ingår i släktet solvänner, och familjen korsblommiga växter. Inga underarter finns listade i Catalogue of Life.